# 橫貫性脊髓炎
橫貫性脊髓炎（transverse myelitis，TM）或稱橫斷性脊髓炎，是脊髓的一种非特异性炎性病变。多发生在感染之后，炎症常累及几个脊髓节段的灰白质及其周围的脊膜，并以胸髓最易受侵而产生横贯性脊髓损害症状。
橫貫性脊髓炎將損害軸突，產生脱髓鞘作用、進一步導致中樞神經系統電阻率下降。橫貫性脊髓炎將會導致炎症發生部位及以下的感觉神经、運動神經和自主神經系統失控。最早關于橫貫性脊髓炎的報告發表于1885年。

## 分型
急性横贯性脊髓炎（acute transverse myelitis，ATM）是一种导致横贯性损伤的急性脊髓炎，其表现为脊髓受损平面以下完全性截瘫、感觉障碍、排尿排便障碍等。
ATM又分为急性完全性TM（acute complete transverse myelitis，ACTM）和急性部分性TM（acute partial transverse myelitis，APTM)。损伤脊髓横断面积 ≥ 2/3 定义为完全受累。MRI脊髓病灶的位置和长度常可提供潜在的病因，而早期诊断及辨别其病因对治疗及预后至关重要。

## 延伸導讀
論文
- 《急性橫斷性脊髓炎之早期復健治療》[7]
- 《急性橫斷性脊髓炎個案之護理經驗》[8]

## 外部連結
- The Transverse Myelitis Association （页面存档备份，存于）